# Geisberg (Mittelmosel)
Der Geisberg ist ein 262 m hoher Umlaufberg der Mosel bei Mülheim, in Rheinland-Pfalz.

## Geographie
Der Geisberg ist ein schmaler, langgestreckter Bergrücken in einer Talweitung der Mittelmosel. Umgeben von einem breiten Umlauftal steht er isoliert von den übrigen Moselbergen und dem sich daran anschließenden Haardtgebirge des Moselhunsrücks. Von Mülheim aus, ungefähr einen halben Kilometer vom Moselufer entfernt beginnend, erstreckt er sich über 3 km nach Süden, an Veldenz vorbei bis vor das Dorf Burgen. Seine mit zahlreichen befestigten Wegen gut erschlossenen Flanken sind fast gänzlich mit Weinbergen überzogen. Er weist zwei bewaldete Gipfelkuppen auf, von denen die südlichere bei Veldenz liegende 262 m ü. M. erreicht und die in seinem zentralen Bereich liegende 226 m. Die Gipfel überragen das umgebende Tal um 80 bis 100 m.
Der Geisberg befindet sich in der Region der Mittelmosel. Er gehört zu den rechtsseitigen, dem Hunsrück zugewandten Moselbergen, die Teil des linksrheinischen Schiefergebirges sind. Die Berge dieser Region sind nicht durch Hebung einzelner Massen aus einer tiefgelegenen Ebene entstanden, sondern durch Tiefenerosion die in eine zusammenhängende Gebirgsmasse Täler und Schluchten eingeschnittenen hat. Die vorherrschenden Gesteine sind Tonschiefer und Grauwacke aus dem Unterdevon die Wasser gegenüber relativ wenig widerstandsfähig sind.

## Entstehung

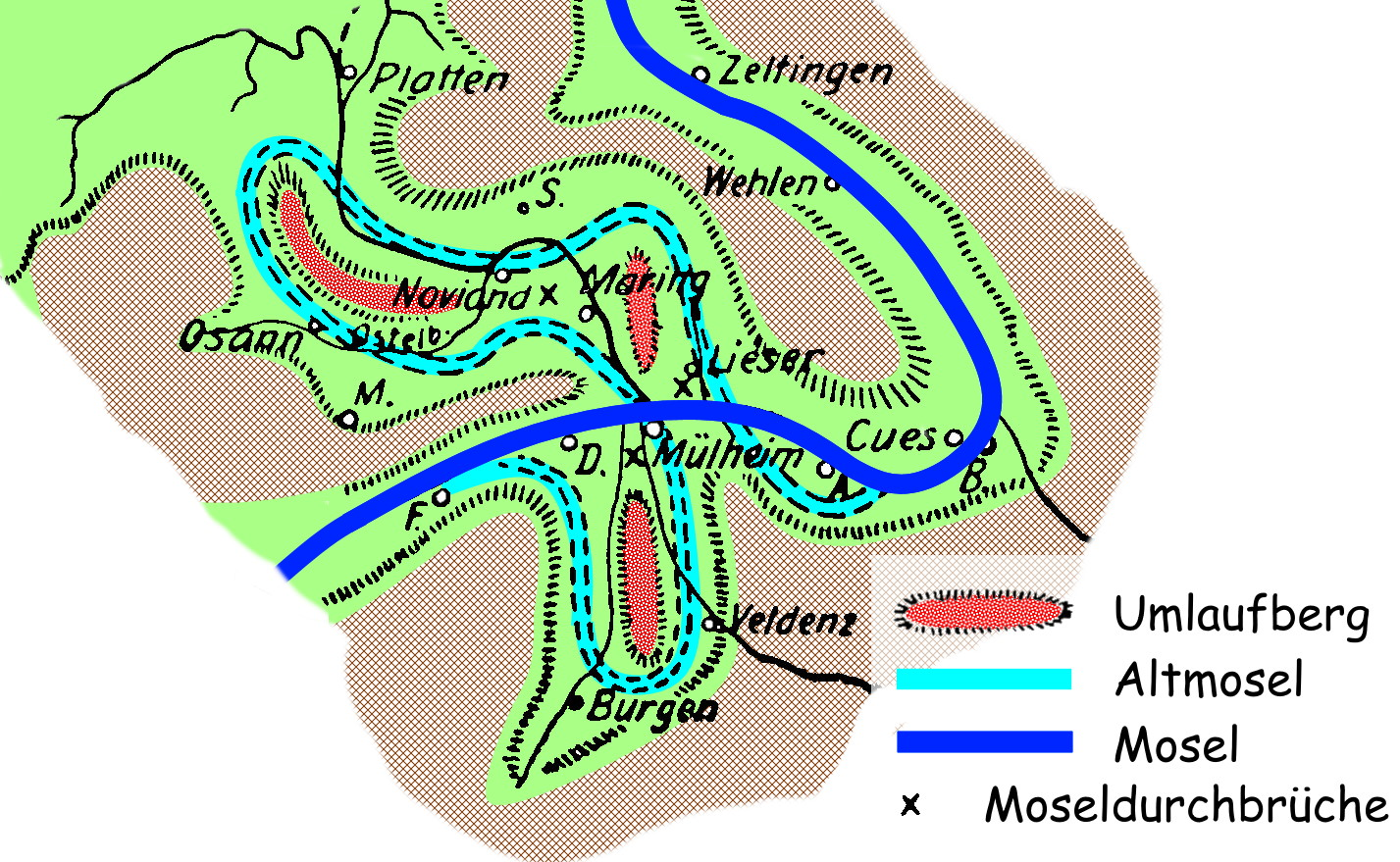
Die Altmosel: Verlauf und Durchbrüche zwischen den Osann-Veldenzer Umlaufbergen.

In eine ursprünglich flache Ebene mit einem ausgeglichenen, flachwelligen Relief schnitt sich ab dem Quartär die Mosel fortschreitend in das heutige Engtal ein und bildete Mäander aus. So war zu Beginn der Oberen Mittelterrassenzeit der Geisberg eine Halbinsel in einem Moselmäander. An der Westseite des Bergs bog die Mosel abweichend vom heutigen Verlauf in Richtung Süden ab und wendete in einer Schleife bei Burgen zurück nach Norden und weiter an der Ostseite entlang. Quer zum heutigen Verlauf floss die Mosel weiter am Brauneberg vorbei, in nordwestlicher Richtung durch das Tal von Osann-Monzel in die Wittlicher Senke. Dort wendete sie zurück nach Süden und erreichte in Lieser, 2 bis 3 km von der Stelle entfernt, wo diese Windungen begannen, wieder den heutigen Flusslauf. Zur Zeit der unteren Terrasse erfolgte ein erster Durchbruch der Mosel am damaligen Prallhang beim heutigen Mülheim. Später folgten weitere Durchbrüche bei Noviand und Maring. Der Geisberg wurde damit zum ersten und ältesten Umlaufberg in diesem Bereich, vor dem Noviander Hüttenkopf und dem Maringer Berg. Durch das ehemalige Moseltal am Geisberg fließen heute der Frohnbach und der Veldenzer Bach vorbei. Beide kommen aus dem Hunsrück und mussten ihre Mündungen verlagern nachdem die Mosel einen anderen Lauf eingenommen hatte.